# Suomen virallinen lista
Suomen virallinen lista é um nome de uma paradas musicais oficial da Finlândia, segundo o IFPI.